# ميخائيل بواتينغ
ميخائيل بواتينغ (بالإنجليزية: Michael Boateng)‏ هو لاعب كرة قدم بريطاني في مركز الدفاع، ولد في 17 أغسطس 1991 في Peckham ‏ في المملكة المتحدة. لعب مع تونبريدج أنغلز ونادي بروملي ونادي بريستول روفيرز ونيوبورت كونتي.

## وصلات خارجية
- ميخائيل بواتينغ على موقع قاعدة بيانات كرة القدم.إي يو (الإنجليزية)
- ميخائيل بواتينغ على موقع Soccerway.com (الإنجليزية)